# باسكوال كيانجوس
كَّيانجوس دون پاسكوال (بالإسبانية: Pascual de Gayangos y Arce)‏ Pascual de Gayangos y Arce (1224 - 1315 هـ / 1809 - 1897 م) هو مستشرق إسباني ومقتني مخطوطات عربية. سكن لندن وصنف فيها تآليف مختلفة.
تلقى تعليمه الأول في پونلوفوا Pontlevoy (فرنسا) وفي باريس. ودرس العربية على يدي سيلفستر دي ساسي في الكوليج دي فرانس ومدرسة اللغات الشرقية. وذهب إلى شمال إفريقيا لإتقان اللغة العربية.
وفي 1831 عُيِّن في وزارة الدولة مترجماً للغات الشرقية. ثم سافر إلى لندن، حيث أمضى بها زماناً طويلاً. وأسهم في تحرير دائرة معارف تدعى Penny Cyclopaedia وفي «مجلة اندنبره» وفي «مجلة وستمنستر». وكان يكتب بلغة إنجليزية رفيعة المستوى يحسده عليها كبار الكتّاب الإنجليز.
ثم عاد إلى مدريد في 1843 ليشغل كرسي اللغة العربية في الجامعة المركزية (جامعة مدريد). وصار عضواً في أكاديمية التاريخ في 1844. وكلفه المتحف البريطاني في لندن بتصنيف وترتيب المخطوطات والوثائق الإسبانية. وصار مديراً للتعليم العام، وعضواً في مجلس الشيوخ.

## سيرته العلميَّة وأعماله
اتجه اهتمام جاينجوس البداية إلى الاطلاع واقتناء المخطوطات العربية المتعلقة بتاريخ المسلمين في إسبانيا. وبدأ بأن نشر رسالة جيدة بعنوان: «اللغة والأدب عند المورسكيين»، (لندن، 1839، باللغة الإنجليزية).
وبعد ذلك أكبّ على ترجمة «نفح الطيب» لأحمد بن محمد المقرّي إلى اللغة الإنكليزية، فأصدر الترجمة في مجلدين بعنوان The History of the Mohammedan Dynasties in Spain (لندن، 1840 ـ 1743 في مجلدين). وقد زوّده بتعليقات وإضافة مهمة جداً.
وفي الوقت نفسه أصدر كتاباً ممتازاً بعنوان: «تاريخ ملوك غرناطة» (باريس) 1842، باللغة الإسبانية. Historia de los reyes de Grannada Y de scripcion de Granada.
ونشر «بحثاً عن صحة كتاب التاريخ للرازي العربي» (مدريد 1850، بالإسبانية).
لكن إلى جانب هذه الناحية المتعلقة بالمسلمين في إسبانيا، اهتم جاينجوس بالأدب الإسباني في العصر الوسيط. فنشر أولاً كتاباً بعنوان: «كُتُب الفروسية» Libros de caballerias (مدريد، 1857، بالإسبانية) هو نشرة نقدية لنص قصة أماديس الغالي (راجع مقدمتنا لترجمتنا لـ «دون كيخوته»، القاهرة، 1964)، وقدم لها بمقدمة إضافية عن قصص الفروسية، مع ثبت شامل بالمراجع.
وثانياً أصدر كتاباً بعنوان: «الكتّاب الناثرون السابقون على القرن الخامس عشر». (مدريد، 1860، بالإسبانية).
وزوّد الترجمة الإسبانية لكتاب «تاريخ الأدب الإسباني» تأليف تكنور Tecknor بتعليقات مستفيضة.
وقام بتحقيق الكتب الإسبانية التالية:
- Gran conquista de ultramar «الغزو الكبير عبر البحار».
- Cartas del cardinal Cisneros «رسائل الكردينال ثسنيروس»، مدريد 1867.
- Cartas y relaciones de Hernan Cortes al emperader Carlos V «رسائل وتقارير من هرنان كورتيس إلى الإمبراطور شارل الخامس»، باريس 1870.
- Cartas de jesuitas «رسائل اليسوعيين».
- Cartes del conde de Gondomar «رسائل كونت جوندومار».
- «رسائل ووثائق توضح تاريخ إنجلترة في علاقاتها مع تاريخ إسبانيا خلال حكم الملك هنري الثامن» (بالإسبانية والإنجليزية) ويقع في 7 مجلدات، لندن، 1870 ـ 1880.
- كذلك نشر وعلّق وشرح المجلدين الثالث عشر والتاسع عشر من مجموع Memorial historico espanol التي تصدرها الأكاديمية الملكية للتاريخ في مدريد.

وآخر أعماله الكبيرة هو «فهرس المخطوطات الإسبانية في المتحف البريطاني».

## روابط خارجية
- باسكوال كيانجوس على موقع الموسوعة البريطانية (الإنجليزية)